# کارل گیر
کارل گِیِر (انگلیسی: Karl Geyer; ۲۴ مارس ۱۸۹۹ – ۲۱ فوریهٔ ۱۹۹۸) بازیکن و مربی فوتبال اهل اتریش بود.
از باشگاه‌هایی که در آن بازی کرده است می‌توان به باشگاه فوتبال آستریا وین و باشگاه ورزشی وینر اشاره کرد.
وی همچنین در تیم ملی فوتبال اتریش بازی کرده است.